# René-Alfred-Henri Wolfrath
René-Alfred-Henri Wolfrath né le 18 juin 1820 à Neuchâtel et mort dans la même ville en 1897, est un imprimeur et éditeur suisse.

## Biographie
René-Alfred-Henri Wolfrath est le fils de Chrétien-Henri Wolfrath (1778-1839), un imprimeur originaire de Rinteln (Basse-Saxe). Engagé par l'imprimeur neuchâtelois Abraham Louis Fauche aux environs de 1803, Chrétien-Henri Wolfrath rachète en 1814, l’imprimerie Fauche-Borel. Par cette acquisition, le privilège d'impression de La Feuille d’avis de Neuchâtel (devenue L’Express en 1988) lui revient. 
En 1839, au décès de son père, le jeune René-Alfred-Henri Wolfrath, âgé de tout juste 19 ans, reprend les rênes de l'imprimerie Wolfrath. Sous sa direction, La Feuille d’avis de Neuchâtel se transforme d'un bulletin officiel en un véritable journal. Chroniques, articles de politique locale et nationale, nécrologies ou encore feuilletons, La Feuille d'avis de Neuchâtel opère sa mue. Petit à petit, les tirages du journal augmentent, son rythme de parution s’accélère (jusqu'à devenir quotidien en 1884) et toute l'entreprise prend de l'ampleur.
Cependant, l'imprimerie Wolfrath ne se limite pas à la presse quotidienne, elle publie aussi Le Véritable Messager boiteux de Neuchâtel, la Revue Suisse ou encore le Musée neuchâtelois fraîchement lancé par le peintre Auguste Bachelin. On retrouve aussi la maison d'édition neuchâteloise derrière les publications de certains textes de Louis Agassiz ou de Léo Lesquereux. 
Après la révolution neuchâteloise du 1er mars 1848, René-Alfred-Henri Wolfrath paie cher ses sympathies royalistes. En 1849 d'abord, son imprimerie, sise rue du Temple-neuf, est partiellement saccagée lors d'une échauffourée entre républicains et royalistes. Moins de dix ans plus tard, le 4 septembre 1856, à la suite de l'échec de l'insurrection royaliste du 3 septembre, l'imprimerie Wolfrath est à nouveau prise d'assaut. Les républicains reprochent au directeur du journal la publication des proclamations des insurgés royalistes. René-Alfred-Henri Wolfrath a beau plaider son innocence, il est arrêté et brièvement exilé par les autorités. Finalement amnistié et de retour aux commandes de La Feuille d'avis de Neuchâtel, René-Alfred-Henri Wolfrath cherche à obtenir réparation. En effet, les dégâts matériels faits à l'atelier, alors sis place David de Pury, sont plus importants encore qu'en 1849. Les émeutiers se sont attaqués aux livres entreposés dans l'atelier, au matériel d'impression (machines, tonneaux d'encre, caractères d'imprimerie, etc.) ainsi qu'au bâtiment. La demande de réparation soumise par René-Alfred-Henri Wolfrath est refusée une première fois par les autorités cantonales puis par le Tribunal fédéral. 
À sa mort, en 1897, l'imprimerie Wolfrath passe entre les mains de son fils : Henri Wolfrath, collaborateur de la maison depuis plusieurs années déjà.